# Guérin de Montaigu
Guérin de Montaigu (overleden: 1228) was van 1207 tot zijn dood de dertiende grootmeester van de Orde van Sint-Jan van Jeruzalem. Hij volgde in 1207 Geoffroy le Rat op.
Tijdens zijn regeringsperiode hadden ze een goede relatie met de Tempeliers, waar de broer van Guérin (Peter de Montaigu) de grootmeester was. Hij verschafte hulp aan de christenen in Armenië tegen de Seltsjoeken uit het sultanaat Rûm. De Montaigu weigerde deel te nemen in de Albigenzische Kruistocht tegen de katharen. Daarentegen deed de Orde wel mee aan de Vijfde Kruistocht die gericht was tegen de Ajjoebiden.
Guérin stierf omstreeks 1227/1228 en werd opgevolgd door Bertrand de Thessy.